# Wally Karveno
Wally Karveno (geboren als Wally Karla Loewenthal am 14. Oktober 1914 in Berlin; gestorben am 15. Juli 2015 in Paris) war eine deutsch-französische Pianistin, Organistin, Komponistin, Klavierlehrerin, Lyrikerin, Komödiantin und Feministin. Wally Karveno war ihr Künstlername.

## Familie
Wally Karla Loewenthal wurde kurz nach dem Beginn des Ersten Weltkrieges in der deutschen Reichshauptstadt als zweites Kind in die Familie des promovierten deutschen Bakteriologen Waldemar Loewenthal (geboren am 10. Mai 1874 in Severin, Österreich-Ungarn; gestorben am 31. März 1928 in Bern, Schweiz) und dessen Ehefrau, der Violinistin Lucie Françoise Caroline Everaerts (* 15. September 1880 in Brüssel, Belgien; † 8. März 1954 in Paris, Frankreich), geboren. Dadurch wuchs Wally Loewenthal zweisprachig auf; mit ihrem Vater sprach sie deutsch, mit ihrer Mutter französisch. Ihre Großmutter mütterlicherseits war Französin. Sie hatte eine ältere Schwester, Madeleine Colette Loewenthal (geboren am 9. August 1911 in Berlin; gestorben am 4. August 1994 in Saclas, Département de l’Essonne, Frankreich). 
Wally Karla Loewenthals Vater war am Universitätsinstitut für Krebsforschung an der Charité in der so bezeichneten Laboratoriumsbaracke beschäftigt; die Familie wohnte in Berlin-Lichterfelde, Schillerstraße 10 a im Hochparterre. 1919 siedelte die Familie in die Schweiz um, weil Waldemar Loewenthal als Bakteriologe einem Ruf an die Universität Bern folgte.
Wally Karla Loewenthal heiratete direkt nach dem Zweiten Weltkrieg Bernard Lionel Gerard Paquin (* 10. September 1914 in La Suze-sur-Sarthe, Sarthe, Pays de la Loire; † 18. Dezember 1988 in Paris); aus der Ehe gingen drei Kinder hervor, darunter der Schauspieler Dorian Paquin, die Schauspielerin Orlane Letourneur, geb. Paquin (* 29. Dezember 1946 in Paris) und Renaud Lionel Paquin (* 18. März 1951 in Boulogne-Billancourt, Département Hauts-de-Seine, Île-de-France; † 27. Oktober 2018 in Paris).

## Wirken
Wally Loewenthal entwickelte früh eine musikalische Begabung und erlernte das Klavierspiel. Schon im Alter von 13 Jahren trat sie öffentlich mit Robert Schumanns Klavierkonzert auf. Im Folgejahr verstarb ihr Vater. Wally Loewenthal musste sich wegen einer beidseitigen gesundheitlichen Beeinträchtigung ihrer Arme vorläufig als Klaviersolistin zurückziehen, ging nach Berlin zurück und wurde auf der Theaterbühne aktiv. Während der Spielzeit 1931/32 war sie das jüngste Mitglied im Ensemble des Preußischen Staatstheaters am Berliner Gendarmenmarkt unter Generalintendant Heinz Tietjen. Später erhielt sie ein Engagement am Stadttheater Bern. In beiden Häusern soll sie als Korrepetitor gewirkt haben. 1933 zog sie via Brüssel nach Paris um.
Zu Beginn des Zweiten Weltkrieges wurde sie im französischen Limoges unter dem Verdacht festgenommen, deutsche Agentin zu sein, nach sechs Wochen Inhaftierung aber wieder in Freiheit entlassen. Danach jedoch wurden sie und ihre Schwester Madeleine ebenso wie ihre Mutter aufgrund ihrer deutschen Staatsbürgerschaft nördlich der Pyrenäen in das bei der kleinen Ortschaft Gurs im Département Basses-Pyrénées in der Region Nouvelle-Aquitaine gelegene Internierungslager Camp de Gurs verbracht. Sie profitierte jedoch von dem Umstand, dass ihr deutscher Reisepass vor 1933 ausgestellt worden war und keinen Eintrag enthielt, der ihren verstorbenen Vater als Jude klassifizierte. Nach der Niederlage der französischen Truppen gegen die deutsche Wehrmacht, dem Waffenstillstand von Compiègne und der Konstituierung des mit dem NS-Staat eng kooperierenden Vichy-Regimes konnte Wally Loewenthal mit ihrer Schwester nach Limoges zurückkehren, wo sie dann bis zum Ende des Krieges als Organistin und Klavierlehrerin arbeitete. Ihre Versiertheit in der deutschen Sprache musste sie allerdings verheimlichen, denn nach Kriegsbeginn 1940 und auch direkt nach 1945 waren Deutsche in Frankreich nicht gern gesehen. Aber auch sie selbst wollte nie wieder Deutsch sprechen oder nach Deutschland zurückkehren. Sie legte sich den aus dem Bretonischen entlehnten Künstlernamen Karveno zu, um für sich selbst eine neue und ganz eigene Identität zu erlangen, die es ihr erleichtern sollte, die Kriegserlebnisse zu verdrängen.
Nach dem Ende des Krieges erhielt sie die französische Staatsbürgerschaft und zog erneut nach Paris, wo sie heiratete. Als Pianistin, Komponistin und Klavierlehrerin erwarb sie in der Folge einen guten Ruf innerhalb der französischen klassischen Musikszene. Zwei bekannte Frauen sollen es gewesen sein, Hannah Arendt und Marlene Dietrichs Interpretation des bekannten Liedes Ich hab’ noch einen Koffer in Berlin, die Wally Kaveno hinsichtlich der Ablehnung ihres Herkunftslandes allmählich umdenken ließen. Sie fühlte sich zwar als Französin, wurde sich aber nun ihrer deutschen Herkunft bewusst. Zudem wurde sie durch deutsche Musikliebhaber eindringlich dazu eingeladen, die Bundesrepublik zu besuchen und dort auch aufzutreten. Diesen Wünschen kam sie schließlich nach. Als Klaviersolistin trat sie in Frankreich, in der Bundesrepublik Deutschland, in den Benelux-Staaten und wiederholt in den Vereinigten Staaten auf. Dort übernahm sie beispielsweise den Solopart des von ihr komponierten Concertino für Klavier und Orchester. Neben der Komposition und Aufführung musikalischer Werke aus dem eigenen und dem Œuvre Dritter galt ihr künstlerischer Fokus einer Verbindung von Musik und Poesie, da sie Lyrik und Prosatexte verfasste.
Für ihre Verdienste um das Musikleben Frankreichs wurde sie mit dem "Ordre des Palmes Académiques" (Chévalier) und dem nationalen Verdienstorden "Ordre national du Mérite" (Chévalier) ausgezeichnet.
Sie trat bis ins sehr hohe Alter auf, wurde von ihrem Publikum oft mit Stehenden Ovationen bedacht und verstarb im Alter von 100 Jahren im 18. Arrondissement der französischen Hauptstadt, im Künstlerbezirk Montmartre.

## Werke (Auswahl)
- Concertino pour piano et orchestre de chambre, Op. 58, 1941 komponiert im Internierungslager Camp de Gurs[14]
- Madame Quelqu'un (Autobiographie). Éditions Édilivre, Saint-Denis 2012. ISBN 978-2-33251-960-3, OCLC 847553776.

## Auszeichnungen
- "Ordre des Palmes Académiques"[2]
- "Ordre national du Mérite"[2]

## Videos
- La robe de lune, 2:13 Min., Komposition: Wally Karveno, Gesang: Hélène Guilmette, auf: youtube.com
- Konzertausschnitt, 5:58 Min., Kurhaus Schömberg, Ensemble Musik auf der Höhe, mit der 97-jährigen Wally Karveno am Flügel, auf: youtube.com
- Interviewausschnitt mit Wally Karveno, 2:34 Min., in französischer Sprache, mit Einspielungen am Flügel, auf: youtube.com